# Fodor Oszkár (újságíró)
Fodor Oszkár, 1905-ig Eichhorn Oszkár (Liptószentmiklós, 1886. október 4. – Budapest, 1968. december 28.) hírlapíró és közgazdasági író.

## Életútja
Eichhorn Lajos és Redner Hani fia. Tanulmányainak elvégzése után hírlapíró lett és főképpen közgazdasági kérdésekkel foglalkozott. 1906-ban a fiumei Magyar Tenger című lapnál kezdte pályafutását. 1911-ben Pénz világ címmel új típusú gazdasági hetilapot alapított. Később az Esti Kurír című napilap közgazdasági szerkesztője volt. A Pesti Naplónál egy szobában  dolgozott Molnár Ferenccel. Nyugdíjba vonulásáig a Magyar Nemzet közgazdasági rovatvezetője volt. 1969. január 9-én reggel helyezték örök nyugalomra a Farkasréti temetőben.